# ATP Finals 2021 - Đôi
Pierre-Hugues Herbert và Nicolas Mahut là nhà vô địch, đánh bại Rajeev Ram và Joe Salisbury trong trận chung kết, 6–4, 7–6(7–0).
Wesley Koolhof và Nikola Mektić là đương kim vô địch, nhưng Mektić giành quyền tham dự giải đấu sau khi đánh cặp với Mate Pavić trong mùa giải.
Pavić vượt qua Joe Salisbury để giành vị trí số 1 cuối năm sau khi thắng hai trận vòng bảng.
Đây là lần đầu tiên sau năm 2007, 4 đội hạt giống hàng đầu vào bán kết ATP Finals.

## Hạt giống
1. Nikola Mektić /  Mate Pavić (Bán kết)
2. Rajeev Ram /  Joe Salisbury (Chung kết)
3. Pierre-Hugues Herbert /  Nicolas Mahut (Vô địch)
4. Marcel Granollers /  Horacio Zeballos (Bán kết)
5. Juan Sebastián Cabal /  Robert Farah (Vòng bảng)
6. Ivan Dodig /  Filip Polášek (Vòng bảng)
7. Jamie Murray /  Bruno Soares (Vòng bảng)
8. Kevin Krawietz /  Horia Tecău (Vòng bảng)

## Thay thế
1. Simone Bolelli /  Máximo González (Không thi đấu)
2. Tim Pütz /  Michael Venus (Không thi đấu)

## Kết quả

### Chung kết
|  | Bán kết | Bán kết                             | Bán kết | Bán kết                  | Bán kết |    |                                     | Chung kết | Chung kết | Chung kết | Chung kết | Chung kết |  |
|  |         |                                     |         |                          |         |    |                                     |           |           |           |           |           |  |
|  | 4       | Marcel Granollers Horacio Zeballos  | 3       | 4                        |         |    |                                     |           |           |           |           |           |  |
|  | 4       | Marcel Granollers Horacio Zeballos  | 3       | 4                        |         |    |                                     |           |           |           |           |           |  |
|  | 3       | Pierre-Hugues Herbert Nicolas Mahut | 6       | 6                        |         |    |                                     |           |           |           |           |           |  |
|  | 3       | Pierre-Hugues Herbert Nicolas Mahut | 6       | 6                        |         | 3  | Pierre-Hugues Herbert Nicolas Mahut | 6         | 7         |           |           |           |  |
|  |         |                                     |         |                          |         | 3  | Pierre-Hugues Herbert Nicolas Mahut | 6         | 7         |           |           |           |  |
|  |         |                                     | 2       | Rajeev Ram Joe Salisbury | 4       | 60 |                                     |           |           |           |           |           |  |
|  | 2       | Rajeev Ram Joe Salisbury            | 2       | Rajeev Ram Joe Salisbury | 4       | 60 | 4                                   | 7         | [10]      |           |           |           |  |
|  | 2       | Rajeev Ram Joe Salisbury            |         |                          |         |    |                                     |           |           |           |           |           |  |
|  | 1       | Nikola Mektić Mate Pavić            | 6       | 63                       | [4]     |    |                                     |           |           |           |           |           |  |

### Bảng Xanh
|   |                                    | Mektić Pavić  | Granollers Zeballos     | Dodig Polášek           | Krawietz Tecău        | RR T–B | Set T–B   | Game T–B    | Xếp hạng |
| 1 | Nikola Mektić Mate Pavić           |               | 4–6, 6–7(4–7)           | 6–4, 7–6(8–6)           | 6–4, 6–4              | 2–1    | 4–2 (67%) | 35–31 (53%) | 2        |
| 4 | Marcel Granollers Horacio Zeballos | 6–4, 7–6(7–4) |                         | 4–6, 7–6(12–10), [10–6] | 3–6, 7–6(7–1), [6–10] | 2–1    | 5–3 (63%) | 35–35 (50%) | 1        |
| 6 | Ivan Dodig Filip Polášek           | 4–6, 6–7(6–8) | 6–4, 6–7(10–12), [6–10] |                         | 7–6(7–2), 7–5         | 1–2    | 3–4 (43%) | 36–36 (50%) | 3        |
| 8 | Kevin Krawietz Horia Tecău         | 4–6, 4–6      | 6–3, 6–7(1–7), [10–6]   | 6–7(2–7), 5–7           |                       | 1–2    | 2–5 (29%) | 32–36 (47%) | 4        |

### Bảng Đỏ
|   |                                     | Ram Salisbury          | Herbert Mahut          | Cabal Farah      | Murray Soares | RR T–B | Set T–B   | Game T–B    | Xếp hạng |
| 2 | Rajeev Ram Joe Salisbury            |                        | 6–7(7–9), 6–0, [13–11] | 7–5, 2–6, [11–9] | 6–1, 7–6(7–5) | 3–0    | 6–2 (75%) | 36–25 (59%) | 1        |
| 3 | Pierre-Hugues Herbert Nicolas Mahut | 7–6(9–7), 0–6, [11–13] |                        | 7–6(7–1), 6–4    | 6–3, 7–6(7–5) | 2–1    | 5–2 (71%) | 33–32 (51%) | 2        |
| 5 | Juan Sebastián Cabal Robert Farah   | 5–7, 6–2, [9–11]       | 6–7(1–7), 4–6          |                  | 6–2, 6–4      | 1–2    | 3–4 (43%) | 33–29 (53%) | 3        |
| 7 | Jamie Murray Bruno Soares           | 1–6, 6–7(5–7)          | 3–6, 6–7(5–7)          | 2–6, 4–6         |               | 0–3    | 0–6 (0%)  | 22–38 (37%) | 4        |

Tiêu chí xếp hạng: 1) Số trận thắng; 2) Số trận; 3) Trong 2 tay vợt đồng hạng, kết quả đối đầu; 4) Trong 3 tay vợt đồng hạng, tỉ lệ % set thắng, sau đó tỉ lệ % game thắng; 5) Xếp hạng ATP